# 蒙朵曲
蒙朵曲，天地图作蒙尕曲，位于中国西藏自治区昌都市卡若区东北部的一条河流，是盖曲的左岸支流。发源于卡若区拉多乡达多村（达都村）以东高丛玛山北麓，自源流先向西北流后转西流，至拉日岗附近转向北流，经面达乡字多村、果帕村，于姆达纳注入盖曲。河长39千米，流域面积410平方千米，落差1160米。流域为高山峡谷地貌，植物生长良好，灌丛林、草场及小面积森林分布广泛。域内仅有乡镇级公路，经济以农牧业为主。